# Film noir
Ne doit pas être confondu avec Comédie noire.
 Pour plus de détails, voir le corps de l'article.
Le film noir est un genre ou un style cinématographique faisant partie en France de la catégorie du film policier (qui se confond avec le genre du film criminel, terme davantage utilisé dans les pays anglo-saxons et au Québec). Il prend son inspiration de la littérature policière hard boiled (roman noir) et d'auteurs comme Dashiell Hammett (considéré comme le fondateur du genre en littérature), Raymond Chandler ou James M. Cain. Tournant autour de thématiques résolument pessimistes et tragiques, comme la fatalité, l'angoisse, la trahison ou la machination, le film noir est soumis à des codes formels et narratifs qui le caractérisent, comme l'usage du suspense, du flashback, de la voix off ; l'emploi de personnages devenus ensuite des stéréotypes comme la femme fatale, le détective, le weak guy (le pauvre type ou l'homme ordinaire), le tueur psychopathe, ou encore le couple en cavale ; dans des lieux généralement urbains et souvent filmés en décors naturels et en noir et blanc.
Son esthétique est influencée par le cinéma expressionniste allemand, dont certains réalisateurs comme Fritz Lang ou Robert Siodmak, furent par la suite des représentants notables du film noir, ainsi que par le réalisme poétique français des années 1930. La période qui voit son développement et son essor est généralement délimitée entre le début des années 1940 et la fin des années 1950. Même si, pour certains auteurs comme Patrick Brion ou Gabriele Lucci, le genre loin de se conclure à la fin des années 1950, se poursuit bien après, il est généralement délimité en période commençant par le proto-film noir pour désigner des films précurseurs du genre (du muet jusqu'à la fin des années 1930) ; le film noir « classique » de 1940 à 1960 ; le film post-noir (des années 1960 jusqu'au milieu des années 1970) et les films néo-noirs (à partir de 1975).
D'abord ignoré, voire dénigré par la critique américaine, le genre est identifié par la critique cinématographique française à partir de 1946, sous la plume de Nino Frank qui emploie l'expression «film noir», dans un article de L'Écran français, relayé par Jean-Pierre Chartier la même année dans La Revue du cinéma.
Loin d'être seulement associé au cinéma américain, d'autres pays ont aussi produit des films noirs : la France, l'Allemagne, la Grande-Bretagne, l'Italie, ou le Japon.

## Définition et délimitations

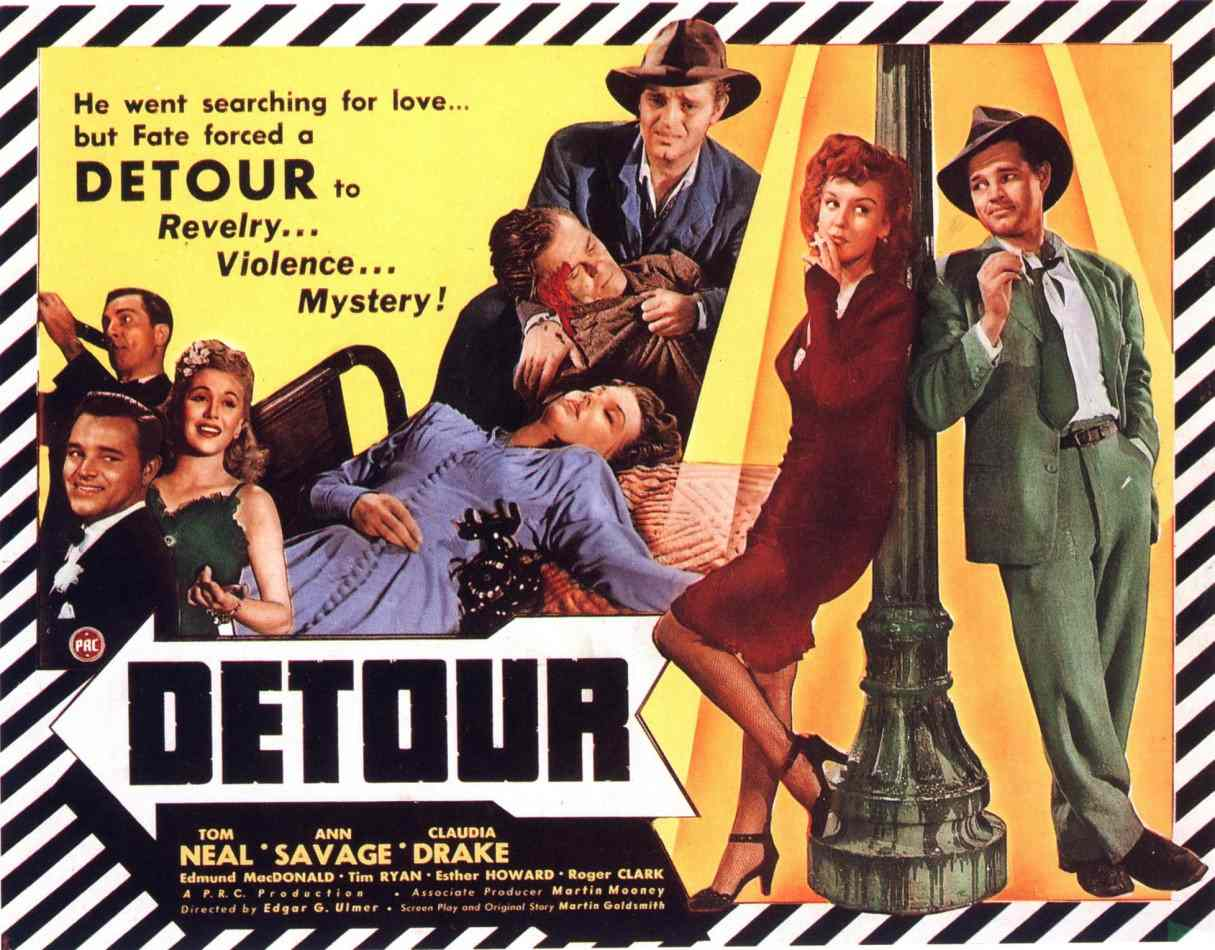
Affiche du film Détour d'Edgar George Ulmer (1945), considéré comme un classique du film noir de série B.

L'expression « film noir » apparait en 1946 sous la plume du critique français, Nino Frank, dans un article de L'Écran Français, où il constate des points communs entre quatre films américains à thème criminel tournés entre 1941 et 1944, et qui venaient de sortir en France, à savoir Le Faucon maltais de John Huston, Assurance sur la mort de Billy Wilder, Laura d'Otto Preminger et Adieu, ma belle d'Edward Dmytryk. Le terme avait néanmoins déjà été utilisé avant la Seconde Guerre mondiale pour désigner un ensemble de films français appartenant au réalisme poétique,.
Mais certains critiques récusent le vocable « noir », trop imprécis selon eux, et préfèrent lui substituer celui de « criminel ». D'autres considèrent que le film noir recouvre une période historique de quinze ans et reste une expérience isolée dans le cinéma américain. La présence d'un crime ne suffit pas à rendre un film « noir », il faut également du réalisme. Un film noir serait donc un film réaliste et criminel, que ce soit une simple combine ou une série de meurtres.
Le film noir met généralement en scène un personnage emprisonné dans des situations qui ne sont pas de son fait et acculé à des décisions désespérées. Le meurtre ou le crime, l'infidélité, la trahison, la jalousie et le fatalisme sont des thèmes privilégiés.
Le film noir est tragique par essence,. L'archétype du protagoniste du film noir est un détective privé de second ordre, cynique et blasé, embauché pour une enquête dont les véritables implications lui sont cachées par son commanditaire. Son enquête l'amène le plus souvent à rencontrer une femme fatale qui le manipule par avidité, causant ainsi leur perte. La Griffe du passé de Jacques Tourneur est un des films représentatifs dans cette thématique.
La Soif du mal, tourné en 1958 par Orson Welles est généralement considéré comme le film qui termine la période du film noir «classique». D'autres films reprenant les canons du film noir, tournés après cette date, sont généralement qualifiés de post-noirs.

## Historique
Les critiques français Raymond Borde et Étienne Chaumeton ont écrit un livre sur le film noir en 1955, Panorama du film noir américain 1941–1953. Ils ont souligné qu'il était très difficile de définir le film noir, étant donné que le style comprenait plusieurs sous-types : « C'est la présence du crime qui donne au film "noir" sa marque la plus constante ».
Florissant pendant les années 1940 et 1950, ce genre n'a souvent bénéficié que de budgets réduits (série B). Il existait en effet à l'époque le double programme dans une séance de cinéma : un ticket donnait le droit de voir deux films longs métrages, précédés de cartoons, de courts métrages et d'actualités. Les deux longs métrages n'étaient pas de même qualité ; l'un appartenait à la série A et répondait aux canons esthétiques et moraux de l'époque, une débauche de stars, des décors luxueux et une lumière flatteuse, et donc un budget important. C'était également ce film qui attirait le spectateur. L'autre film, la série B, dont le principe avait été mis en place au début des années 1940, n'avait qu'un budget réduit, recourait à des acteurs débutants, disposait de peu d'effets spéciaux et de peu de décors.
Le film noir classique disparaît à la fin des années 1950 sous l'effet conjugué de plusieurs causes, notamment :
- la suppression progressive de la double séance et donc des films de série B ;
- la concurrence de la télévision, qui traita souvent des mêmes sujets ; dans ce registre, le feuilleton Les Incorruptibles (1959 - 1962, en anglais The Untouchables), rassemble tout ce que le film noir a développé.

### Le proto-film noir (1912-1939)
Par proto-film noir, ou proto-noir, les historiens désignent des films dont certaines caractéristiques (thématiques, techniques ou stylistiques), se combinent pour aboutir au film noir classique tel qu'il apparait en 1941. Cœur d'apache de D. W. Griffith considéré comme le premier film de gangsters tourné aux États-Unis en 1912, est précurseur du genre par son climat sombre. Dans les années 1920 l'expressionnisme allemand devient l'une des principales sources d'inspiration du film noir, par l’atmosphère désespérée des films appartenant à ce style et son usage contrasté du noir et blanc. Sont cités, Le Cabinet du docteur Caligari, La Rue sans joie, M le maudit, le Docteur Mabuse, Le Dernier des hommes,.

## Caractéristiques formelles
Le film noir possède une véritable identité visuelle qui a été largement imitée par la suite. Les éclairages expressionnistes sont fortement contrastés, laissent de larges plans de l'écran dans l'obscurité. Le décor est souvent urbain, et les espaces sont alors restreints (pas d'échappée sur une place ou une grande avenue). La campagne ou la petite ville est idéalisée, représentant l'Amérique des origines. En ville, on retrouve souvent le trottoir humide, comme après une pluie, les scènes nocturnes y sont nombreuses.
Les films noirs mettent souvent en scène des personnages principaux complexes et ambigus, dont le passé est souvent peu reluisant, et des seconds rôles riches et autonomes, en rupture avec les poncifs traditionnels. Des techniques inhabituelles, telles que la voix-off ou la caméra subjective, affirment le style noir dont l'influence commence progressivement à se faire sentir sur les grandes productions.

## Influences
Le film noir apparaît dans la lignée des films de gangsters américains des années 1930, mais des apports stylistiques européens lui ont déjà donné une identité visuelle propre. L'esthétique du film noir doit beaucoup à l'expressionnisme allemand et aux réalisateurs émigrés, tels que Fritz Lang, qui fuyaient la montée du nazisme. Ils apportèrent en particulier les techniques qu'ils avaient développées comme l'éclairage dramatique et la prise de vue subjective, psychologique. L'autre influence principale provient du néoréalisme italien. Après 1945, les films noirs adoptèrent un aspect néoréaliste, filmant dans des extérieurs urbains (plutôt qu'en studio). Une bonne illustration de cette évolution est Assurance sur la mort (Double Indemnity - 1944) qui est souvent considéré comme l'archétype du film noir.
Le film noir a eu à son tour une influence marquée sur d'autres genres, aussi bien d'un point de vue stylistique que narratif. Ainsi des films de science-fiction, tels que Blade Runner (1982) ou Dark City (1998), répondent quasi-religieusement aux règles du genre noir, de même le film fantastique, Angel Heart (1987). Ces dernières années, Hollywood a montré un regain d'intérêt pour ce genre, notamment à travers l'adaptation des romans de James Ellroy (L.A. Confidential, Le Dahlia noir) ou encore à travers Kiss Kiss Bang Bang et Collatéral.
La Nouvelle Vague française a été en connexion directe avec le genre du film noir. Amateurs et défenseurs (dans les Cahiers du cinéma) d'un cinéma plus créatif aux États-Unis qu'en Europe, les acteurs de la Nouvelle Vague se sont imprégnés du film noir. On peut citer Bande à part ou Tirez sur le pianiste.

## Principaux films noirs

### Période classique
Les films de cette période suivis d'un astérisque sont en couleurs. Certains contestent la qualité de film noir à ces films.
- 1939 : Les Fantastiques Années 20 (The Roaring Twenties) de Raoul Walsh
- 1941 : Le Faucon maltais (The Maltese Falcon) de John Huston
- 1942 : La Clé de verre (The Glass Key) de Stuart Heisler
- 1942 : Tueur à gages (This Gun for Hire) de Frank Tuttle*
- 1944 : Les Mains qui tuent (Phantom Lady) de Robert Siodmak
- 1944 : Adieu, ma belle (Murder My Sweet) de Edward Dmytryk
- 1944 : Assurance sur la mort (Double Indemnity) de Billy Wilder
- 1944 : La Femme au portrait (The Woman in the Window) de Fritz Lang
- 1944 : Laura (Laura) d'Otto Preminger
- 1944 : Le Port de l'angoisse (To Have and Have Not) de Howard Hawks
- 1945 : Detour (Detour) de Edgar G. Ulmer
- 1945 : Hangover Square de John Brahm
- 1945 : La Rue rouge (Scarlet Street) de Fritz Lang
- 1945 : Le Roman de Mildred Pierce (Mildred Pierce) de Michael Curtiz
- 1945 : Pris au piège (Cornered) de Edward Dmytryk
- 1945 : Péché mortel* (Leave Her to Heaven) de John M. Stahl
- 1946 : Gilda (Gilda) de Charles Vidor
- 1946 : L'Emprise du crime (The Strange Love of Martha Ivers) de Lewis Milestone
- 1946 : L'Impasse tragique (The Dark Corner) de Henry Hathaway
- 1946 : Lame de fond (Undercurrent) de Vincente Minnelli
- 1946 : Le Criminel (The Stranger) d'Orson Welles
- 1946 : Le Dahlia bleu (The Blue Dahlia) de George Marshall
- 1946 : Le Démon de la chair (The Strange Woman) d'Edgar George Ulmer
- 1946 : Le Grand Sommeil (The Big Sleep) de Howard Hawks
- 1946 : Le facteur sonne toujours deux fois (The Postman Always Rings Twice) de Tay Garnett
- 1946 : Les Tueurs  (The Killers) de Robert Siodmak
- 1946 : Né pour tuer  (Born to Kill)  de Robert Wise*
- 1947 : Desperate d'Anthony Mann
- 1947 : En marge de l'enquête (Dead Reckoning) de John Cromwell
- 1947 : La Dame du lac (Lady in the Lake) de Robert Montgomery
- 1947 : Le Carrefour de la mort (Kiss of Death) de Henry Hathaway
- 1947 : La Griffe du passé (Out of the Past) de Jacques Tourneur
- 1947 : Feux croisés (Crossfire) de Edward Dmytryk
- 1947 : Les Passagers de la nuit (Dark Passage) de Delmer Daves
- 1947 : Le Charlatan (Nightmare Alley) d'Edmund Goulding
- 1948 : L'Enfer de la corruption (Force of Evil) d'Abraham Polonsky
- 1948 : Berlin Express de Jacques Tourneur
- 1948 : La Dame de Shanghai (The Lady from Shanghai) de Orson Welles
- 1948 : Mystère au Mexique (Mystery in Mexico) de Robert Wise
- 1949 : Ça commence à Vera Cruz (The Big Steal) de Don Siegel
- 1949 : Pour toi j'ai tué (Criss Cross) de Robert Siodmak
- 1949 : L'enfer est à lui (White Heat) de Raoul Walsh
- 1949 : Les Amants de la nuit (They Live by Night) de Nicholas Ray
- 1949 : Une incroyable histoire (The Window) de Ted Tetzlaff
- 1949 : L'Île au complot (The Bribe) de Robert Z. Leonard
- 1949 : Le Troisième Homme (The Third Man) de Carol Reed
- 1949 : Nous avons gagné ce soir  (The Set Up) de Robert Wise
- 1950 : Le Démon des armes (Gun Crazy) de Joseph H. Lewis
- 1950 : Boulevard du crépuscule (Sunset Boulevard) de Billy Wilder
- 1950 : Dans l'ombre de San Francisco (Woman on the Run) de Norman Foster
- 1950 : House by the River (House by the River) de Fritz Lang
- 1950 : Le Violent (In a Lonely Place) de Nicholas Ray
- 1950 : Les Forbans de la nuit (Night and the City) de Jules Dassin
- 1950 : Mark Dixon, détective (Where the Sidewalk Ends) d'Otto Preminger
- 1950 : Mort à l'arrivée (D.O.A.) de Rudolph Maté
- 1950 : Quand la ville dort (The Asphalt Jungle) de John Huston*
- 1951 : L’Inconnu du Nord-Express (Strangers on a Train) de Alfred Hitchcock
- 1951 : L'enquête est close (Circle of Danger) de Jacques Tourneur
- 1951 : La Femme à abattre (The Enforcer) de Bretaigne Windust
- 1951 : Menace dans la nuit (He Ran All the Way) de John Berry*
- 1952 : L'Énigme du Chicago Express (The Narrow Margin) de Richard Fleischer
- 1952 : L'Homme à l'affût (The Sniper) d'Edward Dmytryk
- 1952 : La Maison dans l'ombre (On Dangerous Ground) de Nicholas Ray
- 1952 : Le Quatrième Homme (Kansas City Confidential) de Phil Karlson
- 1953 : La Femme au gardénia (Blue Gardenia) de Fritz Lang
- 1953 : Le Port de la drogue (Pickup on South Street) de Samuel Fuller
- 1953 : Le Voyage de la peur (The Hitch-Hiker) de Ida Lupino
- 1953 : Même les assassins tremblent (Split Second) de Dick Powell
- 1953 : Niagara* (Niagara) de Henry Hathaway
- 1953 : Règlement de comptes (The Big Heat) de Fritz Lang
- 1953 : Un si doux visage (Angel Face) d'Otto Preminger*
- 1954 : Du plomb pour l'inspecteur (Pushover) de Richard Quine
- 1954 : Je dois tuer (Suddenly) de Lewis Allen
- 1954 : Le Bouclier du crime (Shield for Murder) de Edmond O'Brien et Howard W. Koch
- 1954 : Plus fort que le diable (Beat the Devil) de John Huston
- 1955 : Association criminelle (The Big Combo) de Joseph H. Lewis
- 1955 : En quatrième vitesse (Kiss Me Deadly) de Robert Aldrich
- 1955 : L'Ultime Razzia (The Killing) de Stanley Kubrick
- 1955 : La Nuit du chasseur (The Night of the Hunter) de Charles Laughton
- 1955 : Les Inconnus dans la ville*  (Violent Saturday) de Richard Fleischer
- 1955 : Un homme est passé* (Bad Day at Black Rock) de John Sturges.
- 1956 : Deux rouquines dans la bagarre* (Slightly Scarlet) de Allan Dwan
- 1956 : L'Invraisemblable Vérité (Beyond a Reasonable Doubt) de Fritz Lang
- 1956 : La Cinquième Victime (While The City Sleeps) de Fritz Lang
- 1957 : Poursuites dans la nuit (Nightfall) de Jacques Tourneur*
- 1958 : La Soif du mal (Touch of Evil) de Orson Welles
- 1958 : Sueurs froides* (Vertigo) d'Alfred Hitchcock
- 1958 : Traquenard (Party Girl) de Nicholas Ray
- 1958 : La Cible parfaite (The Fearmakers) de Jacques Tourneur
- 1958 : Meurtre sous contrat (Murder by Contract) d'Irving Lerner

### Galerie
- Quelques interprètes célèbres du film noir classique

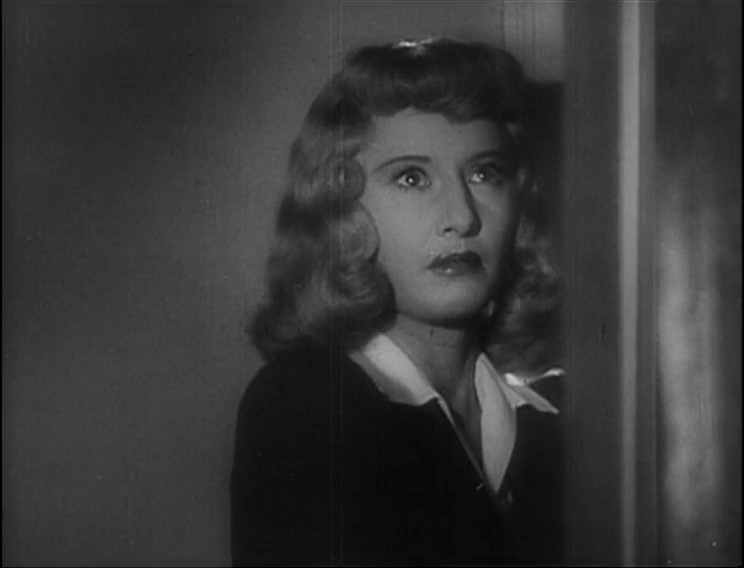
Barbara Stanwyck dans Assurance sur la mort
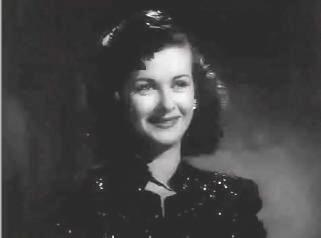
Joan Bennett dans La Femme au portrait
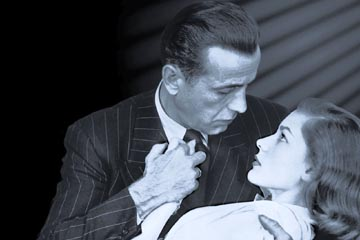
Humphrey Bogart et Lauren Bacall dans Le Grand Sommeil
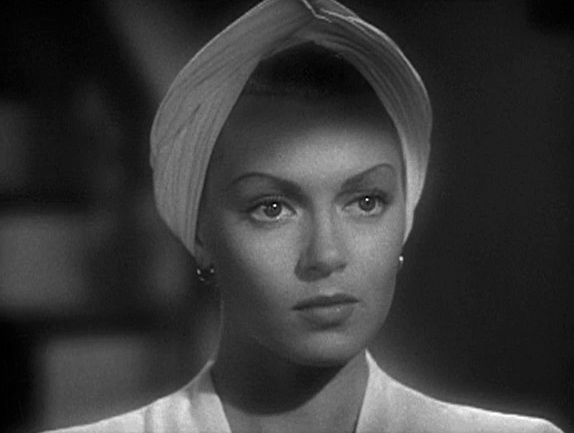
Lana Turner dans Le facteur sonne toujours deux fois
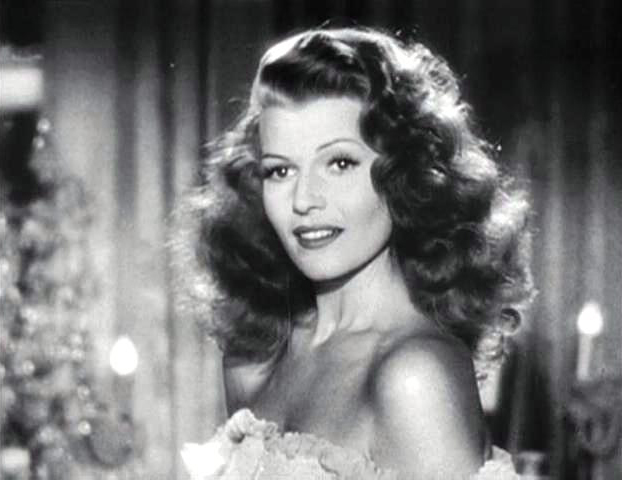
Rita Hayworth dans Gilda
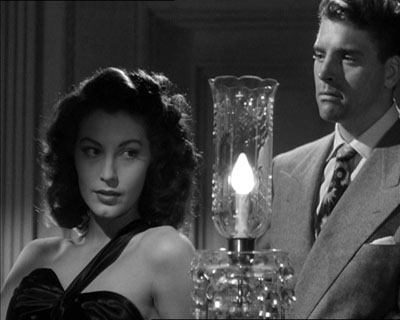
Burt Lancaster et Ava Gardner dans Les Tueurs